# Negrilești (Vrancea)
Negrileşti (in ungherese Négerfalva) è un comune della Romania di 1 832 abitanti, ubicato nel distretto di Vrancea, nella regione storica della Moldavia. 
Negrileşti è divenuto comune autonomo nel 2004, staccandosi dal comune di Bârsești.